# Pagrus caeruleostictus
Espèce
Statut de conservation UICN

 LC  : Préoccupation mineure
Le pagre à points bleus, Pagrus caeruleostictus, est une espèce de poissons marins de la famille des Sparidés.